# 伊藤信男
伊藤 信男（いとう のぶお）は日本のボランティア。下町都電ミニ資料館館長。

## 人物・来歴
東京都出身。東京都荒川区西尾久にて鉄道模型のレンタルレイアウト「鉄道模型常設運転場のぞみ会」運営していたが、後に建物の老朽化により解体され、2010年3月に「のぞみ会」は事実上解散となった。
その後、荒川区のあらかわ遊園内の「ふれあいハウス」に子供向けの鉄道模型レイアウトを設置し「下町都電ミニ資料館」の館長として活動する。
伊藤は趣味でGゲージ鉄道模型の車両を製作しており、都電荒川線沿線を活動拠点としている事から都電荒川線9000形車両のGゲージ車両を、東京都交通局や周辺地域店舗などに寄贈している。
2018年4月逝去。

## ボランティア活動
- 都電サポーターズ - サポーターを紹介する車内広告（都電・都営地下鉄）に登場。
- 江ノ島電鉄全通100周年を記念して100形のGゲージ模型を贈呈（江ノ島駅構内にて展示）。